# 約翰韋恩機場
約翰韋恩機場（英語：John Wayne Airport）是一個位於美國加利福尼亚州橘郡的機場。機場位於爾灣、科斯塔梅薩及纽波特比奇三市交叉口。機場IATA代碼SNA表示的城市位於機場北側，並未與該機場接壤。約翰韋恩機場原名為橘郡機場（Orange County Airport），後於1979年改名為約翰韋恩機場以紀念原居住在紐波特比奇並於該年去世的美國傳奇演員約翰·韋恩。
機場的主要跑道長約1,738米，短於其他美國同級別主要機場。由於跑道長度限制，在約翰韋恩機場可以起降的最大客機為波音757。較大型的貨機亦可在約翰韋恩機場運營，例如聯邦快遞的空巴300/310型貨機。機場亦有少數登機門可以停靠波音767及同級別的航機，但這些航機需要減載或限制燃油量運營。目前仍未有廣體客機計畫於約翰韋恩機場運營。
美國國家機場系統整合計畫（The National Plan of Integrated Airport Systems，NPIAS）於2011-2015年將約翰韋恩機場歸類為主要用於民航運輸機場。
根據美国联邦航空管理局（FAA）紀錄，2014年共有4,584,147名旅客登機，較於2013年的4,450,628名旅客增長。 約翰韋恩機場鄰近的通用航空機場包括富樂頓市機場，民用機場包括长滩机场、洛杉磯國際機場以及安大略国际机场。2014年，約翰韋恩機場成為大洛杉矶地区以使用人數計算第二繁忙的機場。約翰韋恩機場也是距離位於安納海姆的迪士尼樂園最近的民用機場，兩者相距約約23（14英里）。
約翰韋恩機場的主要運營公司包括西南航空，美國聯合航空，美國航空，阿拉斯加航空及達美航空等。 

## 歷史

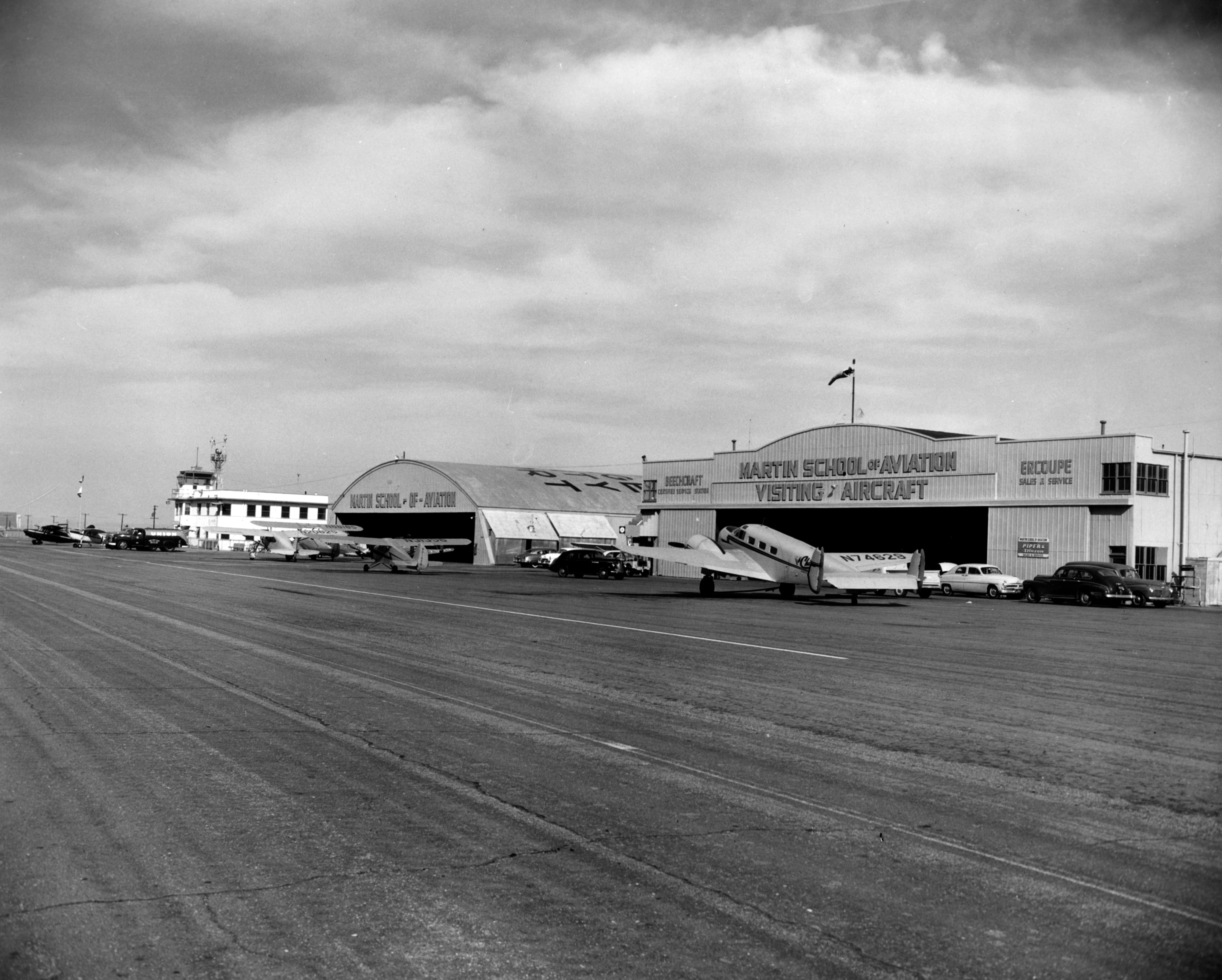
1950年代的橙郡机场

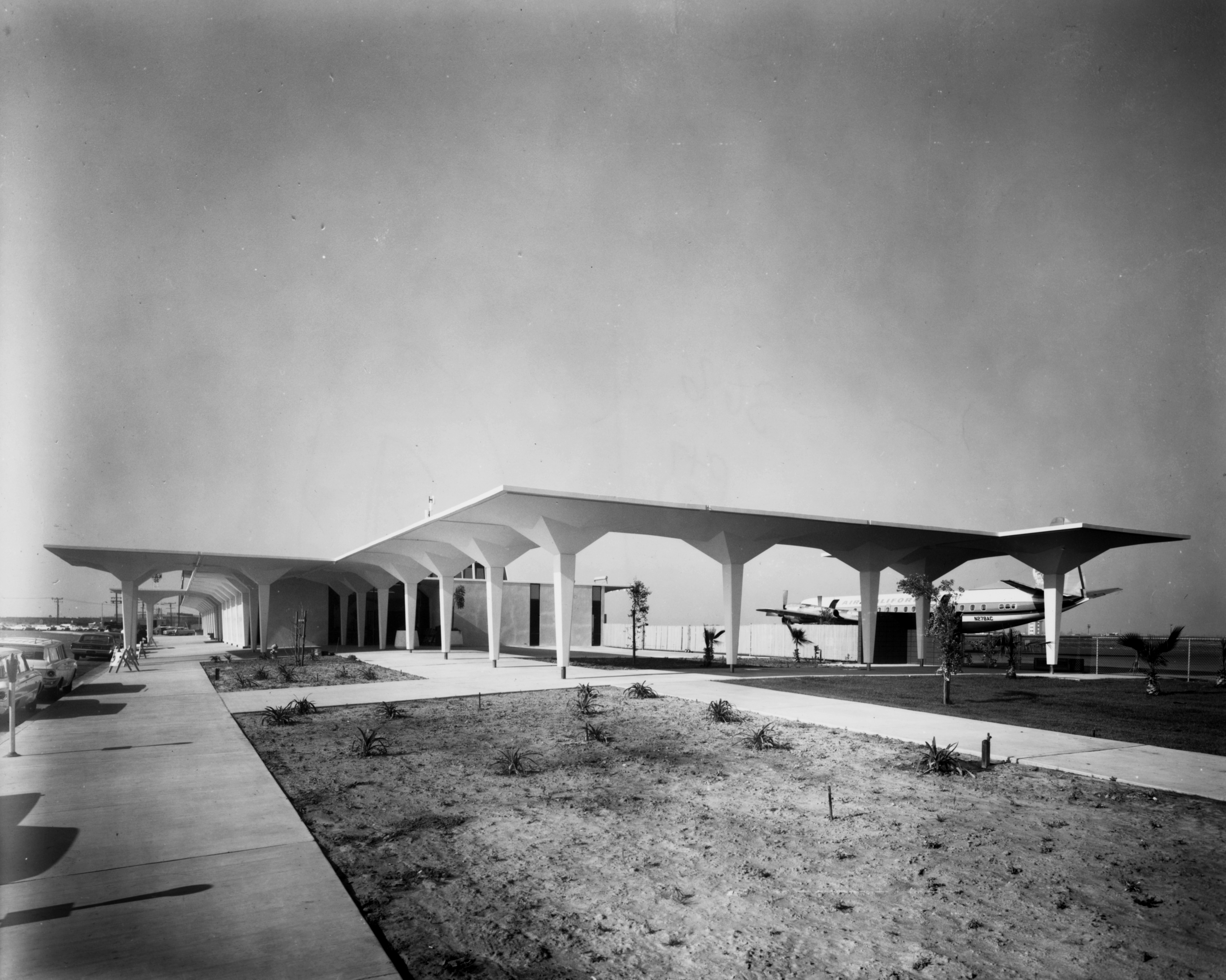
橙郡机场的航站楼，1967年

1923年，为了在尔湾公司拥有的土地上经营一所飞行学校，埃迪·马丁（Eddie Martin）与詹姆斯欧文签订了5年的租赁合同，建立了第一个简易的机场。1939年橙县政府通过土地互换买下了机场，直到现在该机场依然归橙县政府管理与所有。
1926年，机场增加了第一个机库。1935年，著名企業家兼飛行員霍华德·休斯在埃迪·马丁机场上演他的创造世界速度纪录的飞行。随着圣安娜陆军航空基地于1942年启用，紧邻的马丁机场被暂时关闭。
作为二战期间的一个军事基地后，联邦政府將圣安娜陆军机场归还給橙县政府，然而机场仍然保持开放给所有类型的飞行使用。
除了继续服务于航空，该领域成为一个重要的汽车直線競速賽的中心。1950年到1959年，CJ·“帕皮”·哈特（C.J. "Pappy" Hart）和克雷顿·亨特（Creighton Hunter）举办圣安娜短程高速赛车赛 ，他们被认为是世界上第一个商业短程高速赛车比赛。 每个星期天，为了举办赛车，机场跑道关闭，不进行飞机起降。
最初的单一跑道很长，有两个210度（21号）和30度（3号）的跑道。1964年机场被重建，两条平行跑道面向190度和10度的配置维持到现在。重建后，较长的跑道19R（现为20R）只比旧的21号跑道要长，但长度足以符合规定容纳喷气式客机正常起降。机场也安装了完整的仪表着陆系统（ILS），以服务商业运营。
20世纪50年代，机场只有Bonanza航空运营的洛杉矶经停圣迭戈飞往菲尼克斯之间的几个航班。1963年，Bonanza航空开通了到菲尼克斯的直飞航班，机型为福克F27友誼式客機。1965年又开通了前往拉斯维加斯的航班。1967年，加州航空开启了直飞旧金山的航线，一周48班，由洛克希德马丁公司的洛歇L-188「伊萊克特拉」执飞。同年晚些时候，Bonanza航空使用道格拉斯DC-9运营了该机场第一班喷气式飞机航班。
1967年， 埃迪·马丁航站楼被修建，可以容纳每年40万人次的乘客。机场于1974年增加了两个乘客等待区，1980年和1982年又新建了行李领取区和候机楼衔接区。
1976-77年，机场开通了飞往盐湖城的航班（Hughes Airwest航空 ，DC-9系列），随后开通了一系列直飞航线：1982年开通直飞丹佛（邊疆航空，麥道MD-80系列），1983年达拉斯-沃思堡（美國航空，MD-80系列），1986年芝加哥（加州航空，波音737-300）以及1991年开通纽约肯尼迪的航线（美国西部航空，波音757）。
橘郡机场于1979年改名为约翰·韦恩机场后，約翰·韋恩协会委托雕塑家罗伯特·萨默斯打造一座名為“the Duke”（公爵，約翰·韋恩的綽號）的铜像，并在1982年11月4日将铜像捐献给橘郡。如今，铜像坐落在托马斯F·莱利（Thomas F. Riley）航站楼的到达层。
1990年，托马斯F·莱利航站楼开放，陈旧的埃迪·马丁航站楼被更现代化的新航站楼替换。新设施包括14个装卸桥、4个行李转盘、更开阔的空间和独特的靠近道路的抵港及出发层。在1994年，已經停用的埃迪·马丁航站楼被拆除。
在90年代末和21世纪初，托洛海军陆战队航空站的关闭引发了关于建设一个更新更大的机场的提案 。然而，经过一系列的政治斗争，与来自埃尔托罗附近居民的强烈反对，该提案被驳回，新机场并未能够建成。
2011年，作为一个5.43亿美元的扩建项目的一部分，机场增加了更多的航站楼空间和修缮了现有航站楼。计划还在Ｃ航站楼新建了六个登机口、通勤区域，以及在Ａ航站楼建设新的通勤设施。
机场先前有阿罗哈航空（2001-2008），维珍美国 （2009- 2010年）和加拿大航空（2010）进驻。

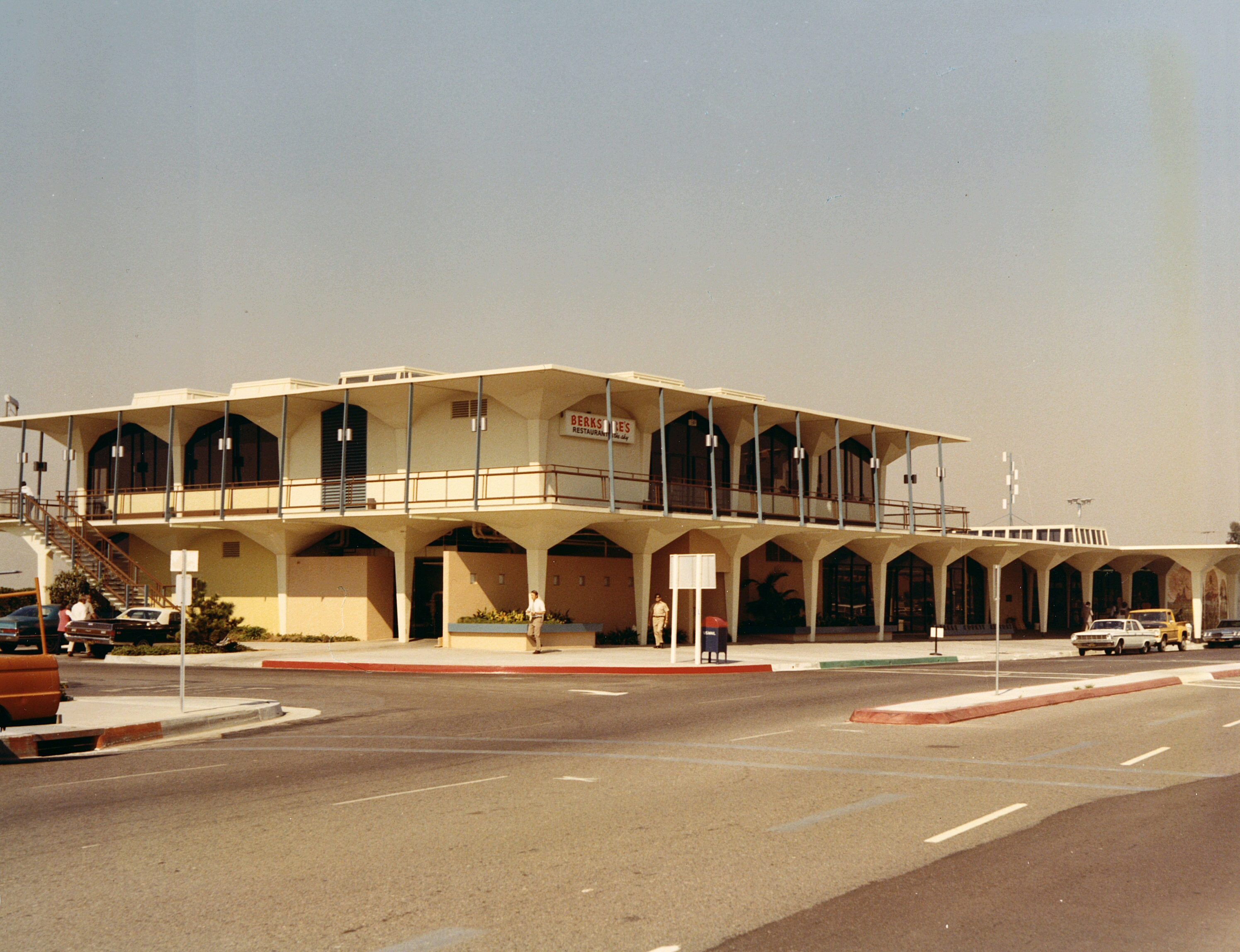
橙郡机场的航站楼，1971年

## 航廈
托马斯·F·莱利航站楼是機場的主要客运航站楼，以在80年代游说扩建机场的已故县主管的名字命名。托马斯F.莱利航站楼被划分成A、B、Ｃ三个候机区域。安检后的離港乘客可以在所有的候机区之间移动。安检通道在所有三个航站楼都存在。所有安检区域也有为头等舱和精英常旅客准备的快速安检通道。在所有三个航站楼的抵港區域之間也有相互连接的通道，乘客进入安检之前，可在航站楼各個區域转换。航站楼設有免费的Wi-Fi。

## 外部連結
- Official John Wayne Airport website （页面存档备份，存于）
  - John Wayne Airport Terminal Maps—Layout （页面存档备份，存于）
  - John Wayne Airport Improvement Program （页面存档备份，存于）
  - John Wayne Airport Settlement Agreement （页面存档备份，存于）
- Orange County Sheriff's Department John Wayne Airport Police Services
- Aerial image as of March 2004[] from USGS The National Map
- FAA机场平面图 (PDF)（自2025-03-20起）(PDF), effective February 4, 2016
- FAA Terminal Procedures for SNA （页面存档备份，存于）, effective February 4, 2016